# لوك فيراري
لوك فيراري (بالفرنسية: Luc Ferrari) هو ملحن فرنسي، ولد في 5 فبراير 1929 في باريس في فرنسا، وتوفي في 22 أغسطس 2005 في أريتسو في إيطاليا.

## وصلات خارجية
- الموقع الرسمي
- لوك فيراري على موقع IMDb (الإنجليزية)
- لوك فيراري على موقع مونزينجر (الألمانية)
- لوك فيراري على موقع ميوزك برينز (الإنجليزية)
- لوك فيراري على موقع أول ميوزيك (الإنجليزية)
- لوك فيراري على موقع ديسكوغز (الإنجليزية)
- لوك فيراري على موقع قاعدة بيانات الفيلم (الإنجليزية)